# Basi

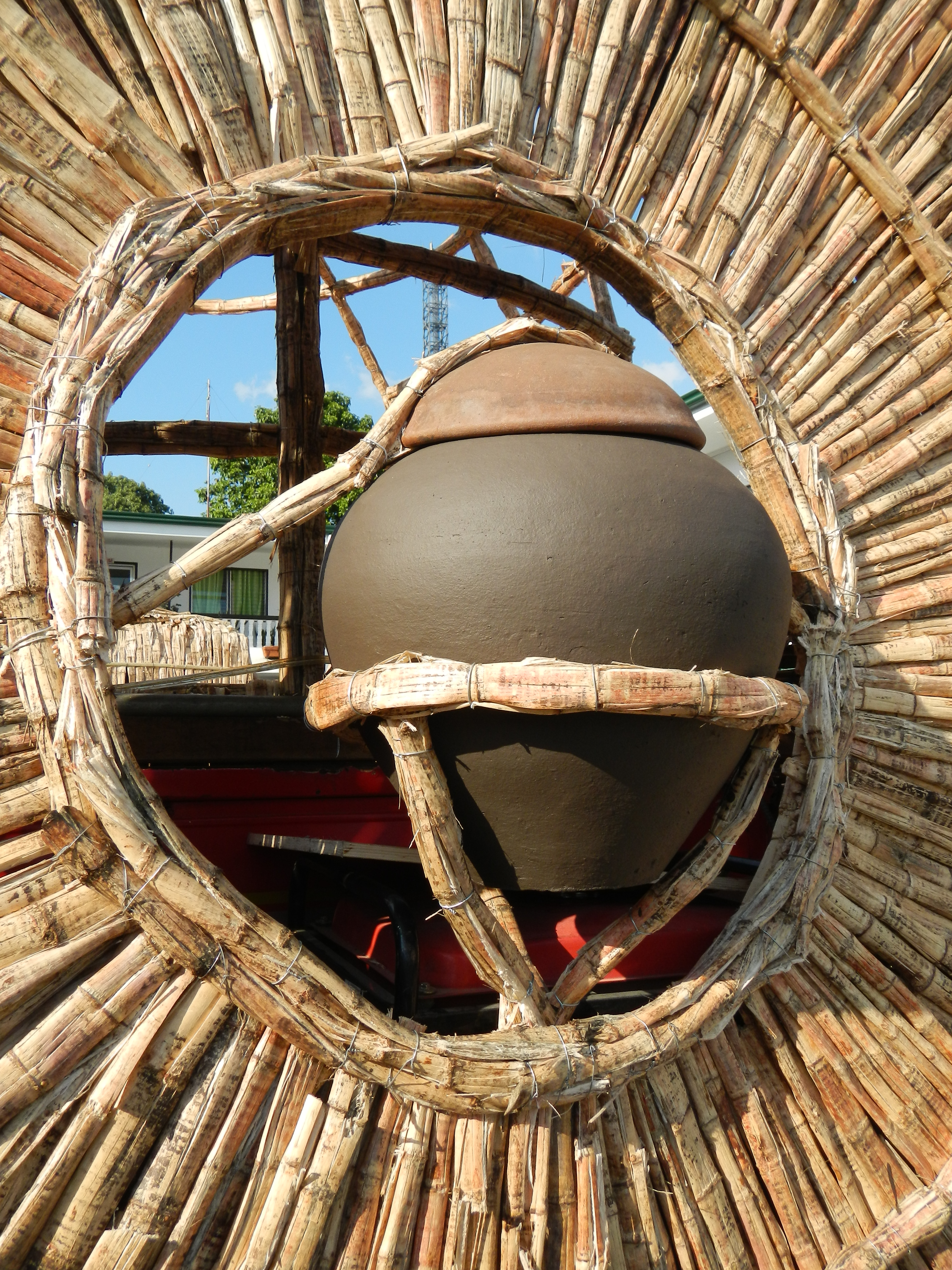
Basi

Basi es la denominación de una bebida alcohólica fermentada elaborada de la caña de azúcar. Se trata de una bebida muy popular en Filipinas, Se elabora mediante el jugo extraído al que se le añaden levaduras, hojas y un poco de centeno. Se considera un buen basi aquel que se ha madurado durante un periodo que va desde los dos hasta los diez años.

## Historia
Una de las revueltas de la población filipina contra el imperio español se denominó revuelta del basi en honor de la bebida. En 1786 el gobierno colonial español expropió la manufactura y venta del basi, prohibiendo de hecho la fabricación privada del vino, costumbre de los locales; así, los illocanos se vieron obligados a comprar el basi en los almacenes del Gobierno. Sin embargo los illocanos, amantes del vino, se rebelaron en Piddig el 16 de septiembre de 1807. La rebelión se expandió a otras poblaciones y duró semanas, pero fue reprimida por las tropas españolas el 28 de septiembre.